# 서초구
서초구(瑞草區)는 대한민국 서울특별시의 남부에 있는 구이다. 강남구와 함께 강남 지역에 속하며, 강남구와는 8학군 소속으로 동일한 학군을 공유한다. 1988년 강남구에서 구청 소재지인 강남역 일대의 서초동(瑞草洞)에서 구명을 따 분리 신설되었다. 강남역, 신사역, 양재역, 신논현역 등 강남대로 일대의 주요 상권을 강남구와 양분하고 있다. 서초구 반포동에 위치한 강남고속터미널의 신세계 강남점은 2022년 전세계 백화점 매출 1위를 차지할 정도로 서초구의 상권은 고도로 발달되어 있는 축에 속한다.
동쪽으로는 강남대로를 경계로 강남구, 서쪽으로는 동작대로를 경계로 동작구·관악구, 북쪽으로는 한강을 경계로 용산구, 남쪽으로는 구룡산.우면산·청계산·인릉산을 경계로 경기도 과천시·성남시와 접한다. 면적은 약 47km2로 서울특별시에서 가장 넓다. 대법원과 대검찰청이 소재한다.

## 지명
서초구청 소재지인 서초동(瑞草洞)의 지명은 "서리풀"에서 나온 말로서 상초(箱草)라고도 불렀다. 고구려 때는 쌀을 서화(瑞禾)라 하여 벼를 뜻한다. 또는 물이 서리어 흐르는 벌판이란 뜻으로 '서릿벌'이라 불렸는데 이것이 변해 서리풀이 된 것이라고도 한다.

## 지리
서초구는 서울특별시 한강 이남의 중앙부에 위치한 지역이다. 동쪽으로 강남구, 서쪽으로는 동작구·관악구, 북쪽으로는 한강을 경계로 용산구와 인접하고, 남쪽으로는 우면산·청계산·인릉산을 경계로 경기도 과천시·성남시와 접한다.
강남대로를 경계로 강남구, 동작대로 및 현충로, 남부순환로를 경계로 동작구·관악구, 반포대교 및 한남대교 등을 경계로 용산구, 남태령을 경계로 경기도 과천시와 경부고속도로 및 청계산을 경계로 경기도 성남시와 경계를 이루고 있다.

## 역사
- 1988년 1월 1일 아래 도표와 같이 강남구의 일부를 관할로 하여 서초구가 신설되었다.[5]

| 개편 전                                                                             | 개편 후                                                                             |
| ----------------------------------------------------------------------------------- | ----------------------------------------------------------------------------------- |
| 강남구 서초동·잠원동·반포동·방배동·도곡동·양재동·우면동·원지동·염곡동·내곡동·신원동 | 서초구 서초동·잠원동·반포동·방배동·도곡동·양재동·우면동·원지동·염곡동·내곡동·신원동 |
- 1989년 1월 1일 도곡동이 다시 강남구의 관할로 바뀌었고 강남구 포이동의 논현로 서쪽 지역이 양재동으로 편입되었다.[6]

## 행정 구역
서초구의 행정 구역은 10개의 법정동을 18개의 행정동이 관할한다. 서초구의 면적은 47.00km2이며, 서울시의 7.8%를 차지한다. 2020년 7월말 서초구의 주민등록 인구는 174,012세대, 428,252명이다.

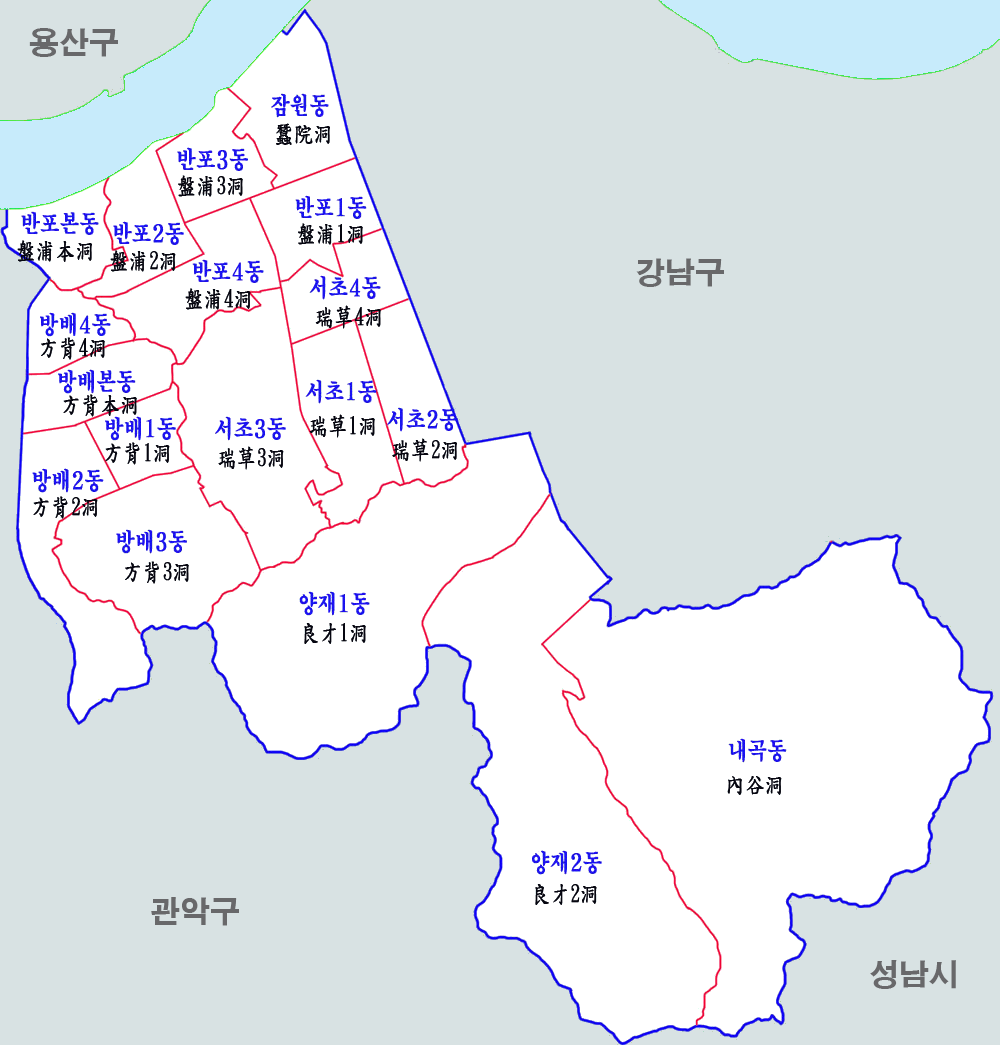

| 행정동   | 한자     | 면적 (km2) | 세대    | 인구 (명) |
| -------- | -------- | ---------- | ------- | --------- |
| 서초1동  | 瑞草1洞  | 1.35       | 9,329   | 21,121    |
| 서초2동  | 瑞草2洞  | 1.23       | 8,612   | 18,743    |
| 서초3동  | 瑞草3洞  | 3.05       | 13,955  | 30,873    |
| 서초4동  | 瑞草4洞  | 0.872      | 11,068  | 31,704    |
| 잠원동   | 蠶院洞   | 1.8        | 13,394  | 32,853    |
| 반포본동 | 盤浦本洞 | 0.97       | 4,126   | 12,010    |
| 반포1동  | 盤浦1洞  | 0.878      | 14,409  | 32,604    |
| 반포2동  | 盤浦2洞  | 1.25       | 5,123   | 16,161    |
| 반포3동  | 盤浦3洞  | 1.37       | 7,648   | 22,003    |
| 반포4동  | 盤浦4洞  | 1.43       | 7,306   | 19,503    |
| 방배본동 | 方背本洞 | 0.67       | 7,981   | 21,192    |
| 방배1동  | 方背1洞  | 0.68       | 7,698   | 17,451    |
| 방배2동  | 方背2洞  | 1.94       | 8,704   | 20,480    |
| 방배3동  | 方背3洞  | 2.4        | 8,377   | 21,793    |
| 방배4동  | 方背4洞  | 0.95       | 9,804   | 23,720    |
| 양재1동  | 良才1洞  | 5.76       | 18,305  | 45,065    |
| 양재2동  | 良才2洞  | 7.58       | 10,835  | 22,671    |
| 내곡동   | 內谷洞   | 12.69      | 7,338   | 18,305    |
| 서초구   | 瑞草區   | 47.00      | 174,012 | 428,252   |

## 인구
서울특별시 서초구의 연도별 인구(내국인) 추이
| 연도   | 총인구    |
| ------ | --------- |
| 1990년 | 395,362명 |
| 1995년 | 384,221명 |
| 2000년 | 367,096명 |
| 2005년 | 370,080명 |
| 2010년 | 388,220명 |
| 2015년 | 420,804명 |

## 교육 기관
- 국공립대학교

|  | - 서울교육대학교 | - 한국예술종합학교 |

- 사립대학교

|  | - 백석예술대학교 대학원 | - 가톨릭대학교 |

- 대학원대학교

|  | - 서울외국어대학원대학교 - 예일신학대학원대학교 | - 횃불트리니티신학대학원대학교 |

- 고등학교

|  | - 반포고등학교 - 서울고등학교 - 서초고등학교 | - 양재고등학교 - 언남고등학교 - 동덕여자고등학교 | - 서울웹툰애니메이션고등학교 - 세화고등학교 - 상문고등학교 | - 서문여자고등학교 - 세화여자고등학교 |

- 평생교육

|  | - 백석예술대학 |

- 중학교

|  | - 경원중학교 - 내곡중학교 - 동덕여자중학교 | - 반포중학교 - 방배중학교 - 서문여자중학교 | - 서운중학교 - 서일중학교 - 서초중학교 | - 세화여자중학교 - 신동중학교 - 신반포중학교 | - 언남중학교 - 영동중학교 - 원촌중학교 - 이수중학교 |

- 특수학교

|  | - 다니엘학교 |

## 문화·관광

### 명소, 관광지, 행사
조선 제3대 태종과 그의 비 원경왕후의 묘인 헌릉과 제23대 순조와 그의 비 순원왕후 합장되어 있는 묘인 인릉이 있다. 둘을 합하여 헌인릉이라 한다.(내곡동 소재)
구룡산(九龍山 : 306m)기슭에 세종대왕릉(英陵)이 있었으나, 영릉은 1469년(예종 1년)에 여주로 천장(遷葬)하였다.(내곡동 소재). 구룡산 제2봉 국수봉에는 봉수대가 있었다.
예술의 전당은 대한민국 최대 규모의 종합예술시설로서, 오페라하우스, 미술관, 서예관, 음악관 등이 있고, 예술의 전당 바로 옆에는 국립국악기관인 국립국악원이 있다.(서초동 소재)
서초동에는 교보문고, 대법원, 검찰청, 국립중앙도서관등이 있다. 반포4동에는 신세계백화점, 마르퀘스플라자, 메리어트호텔, 호남선 고속버스터미널 등이 있는 센트럴시티가 있고 바로 옆에는 경부선 등 고속버스터미널이 있는 서울고속버스터미널이 있다.
반포한강공원에는 세빛섬과 반포대교 달빛무지개 분수 등의 명소가 있다.

### 숙박
반포동 고속터미널에 JW 메리어트호텔 서울, 서울팔레스호텔이 위치하고 있다.

### 음식

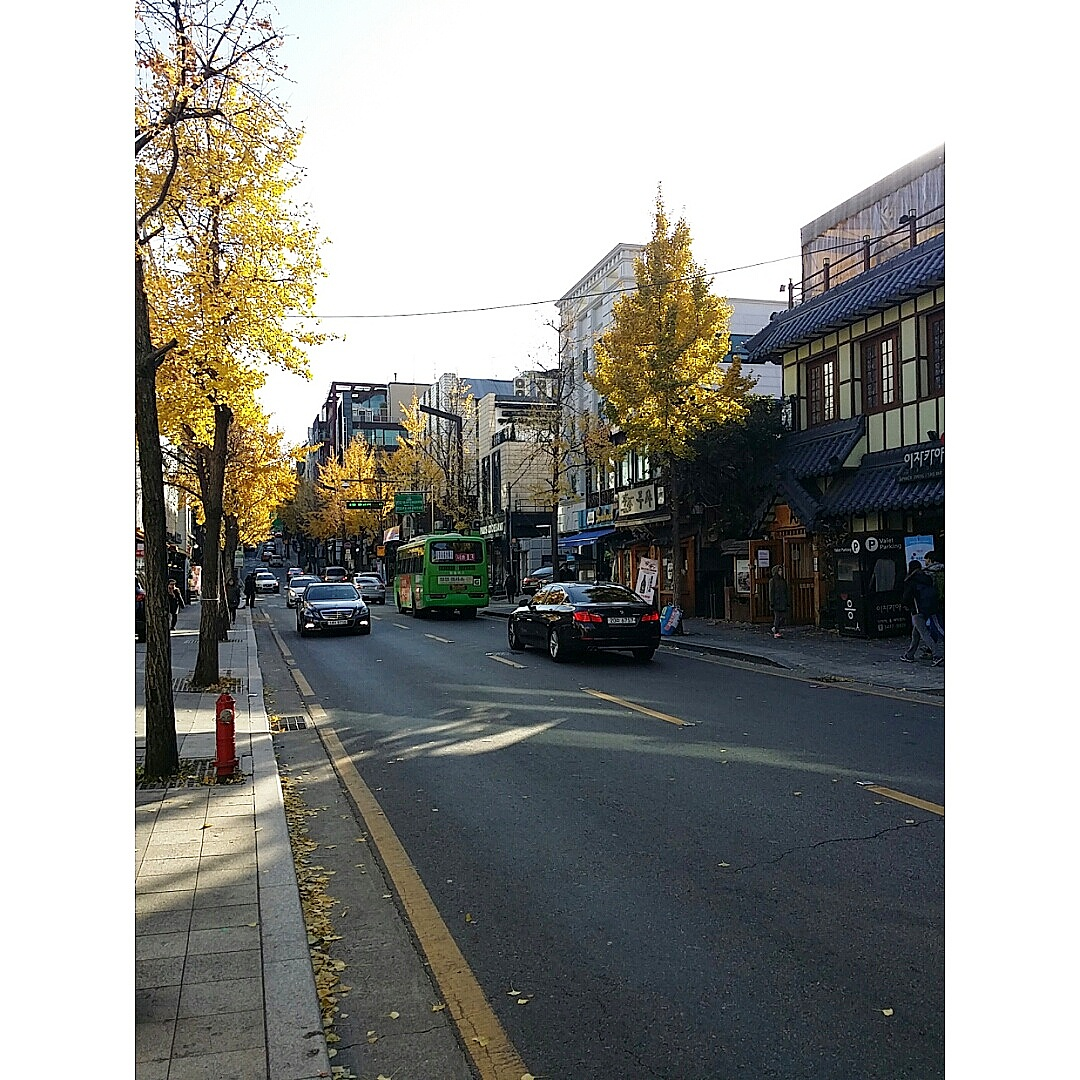
프랑스인이 집중적으로 거주하는 서래마을의 모습

방배동은 먹자골목으로 유명하다. 1976년부터 한자리를 지켜온 레스토랑 "장미의 숲"은 1980년대 방배동을 "최고의 카페촌"으로 부상케 한 대표적인 곳이다. 카페 "밤과 음악사이"는 1970~80년대 가요와 인테리어를 하고 있으며, 통골뱅이와 김치찌개가 대표적인 안줏거리이다. "멋쟁이 카페"들로 명성을 날렸던 방배동은 청담동에 그 명성을 내준 대신 요즘은 먹자골목으로 유명하다. 이 일대는 아귀찜을 전문으로 하는 식당이 많다. 근래에는 새롭게 치장한 카페들도 하나둘 생겨났다.
반포4동 방배중학교 앞 일대 "서래마을"은 일명 "서울 속 작은 프랑스"라고도 한다. 1985년 한남동에 있던 프랑스학교가 이곳으로 이사하면서 자녀 교육을 위해 프랑스인이 모여들어 자연스레 작은 프랑스가 형성됐다.
2006년 기준으로 반포4동에만 560명은 산다는 게 서초구의 추정이다. 마을에 들어서면 프랑스 국기인 삼색기를 상징하는 빨강, 파랑, 하양으로 곱게 채색된 삼색 보도블록을 볼 수 있다. 서래마을은 한국인에겐 와인바를 비롯해 이국(異國) 풍취를 느낄 수 있는 이색적인 장소 정도였는데, 근래 들어 전문 와인바는 물론 여러 종류의 유럽계 레스토랑들까지, 새롭게 문을 여는 업소가 늘어나 새로운 관광명소로 떠오르고 있다. 최근에는 한국-프랑스 수교 120주년을 기념한 몽마르뜨 공원이 들어섰고, 갤러리도 문을 열었다.

## 주요 시설
- 국립중앙도서관
- 대법원
- 대검찰청

## 교통

### 철도
- 한국철도공사
  - 과천선 (● 수도권 전철 4호선)
(서울 지하철 4호선 직결) ← 남태령역 → (경기도 과천시)
- 신분당선주식회사
  - 신분당선 (● 수도권 전철 신분당선)
(강남구) ← 양재역 - 양재시민의숲역 - 청계산입구역 → (경기도 성남시)
- 서울교통공사
  - ● 서울 지하철 2호선
(강남구) ← 강남역 - 교대역 - 서초역 - 방배역 → (동작구)
  - ● 서울 지하철 3호선
(강남구) ← 잠원역 - 고속터미널역 - 교대역 - 남부터미널역 - 양재역 → (강남구)
  - ● 서울 지하철 4호선 (수도권 전철 4호선)
(동작구) ← 남태령역 → (과천선 직결)
  - ● 서울 지하철 7호선
(강남구) ← 논현역 - 반포역 - 고속터미널역 - 내방역 → (동작구)
- 서울시메트로9호선
  - ● 서울 지하철 9호선
(동작구) ← 구반포역 - 신반포역 - 고속터미널역 - 사평역 → (강남구)

### 버스

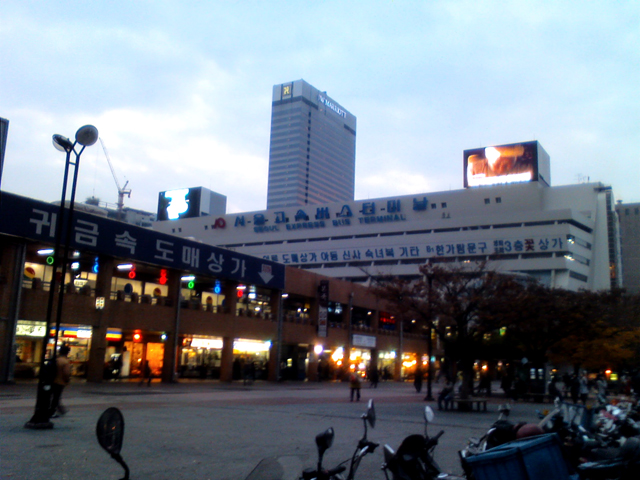
서울고속버스터미널 전경

고속버스
서울고속버스터미널

센트럴시티
시외버스
서울남부터미널
시내버스
| 업체명   | 대표자               | 위 치                    |
| -------- | -------------------- | ------------------------ |
| 대흥교통 | 박병동 박민식        | 양재대로 254-11 (염곡동) |
| 삼성여객 | 최기섭               | 양재대로 254 (염곡동)    |
| 우신버스 | 조희삼 조혜전 조상현 | 과천대로 796 (방배동)    |
| 우신운수 | 조희삼 조상현        | 과천대로 796 (방배동)    |

마을버스
| 업체명       | 대표자 | 위 치                                      |
| ------------ | ------ | ------------------------------------------ |
| 계현운수     | 임종현 | 송파구 헌릉로 869 (장지동, 송파공영차고지) |
| 구민버스     | 김나현 | 바우뫼로 33 (우면동)                       |
| 광일운수     | 임채정 | 남부순환로294길 29 (방배동)                |
| 부생운수     | 전영호 | 명달로9길 4, 201호 (방배동, 낙안빌딩)      |
| 서애운수     | 임종현 | 명달로9길 4, 2층 (방배동, 낙안빌딩)        |
| 서일교통     | 구태회 | 방배선행길 30-1 (방배동)                   |
| 서초교통     | 양병진 | 명달로9길 4, 2층 (방배동, 낙안빌딩)        |
| 서초그린교통 | 양병진 | 명달로9길 4, 2층 (방배동, 낙안빌딩)        |
| 선흥상운     | 이돈기 | 양재대로 254 (염곡동)                      |
| 양재운수     | 김삼태 | 바우뫼로 33 (우면동)                       |
| 청암운수     | 지재평 | 바우뫼로 31 (우면동)                       |
| 청진교통     | 박병서 | 과천대로 904-6 (방배동)                    |
| 청진운수     | 박병서 | 과천대로 904-6 (방배동)                    |
| 청화운수     | 김길순 | 헌릉로 210 (내곡동)                        |

## 케이블 방송사
- KT HCN 서초방송

## 상업시설

### 백화점·아울렛
- 신세계백화점 강남점 (신반포로 176)(반포동)
- 뉴코아아울렛 강남점 (잠원로 51 152)(잠원동)

### 면세점
- 신세계면세점 강남점 (신반포로 176)(반포동)

### 대형마트·창고형마트
- 이마트 양재점 (매헌로 16)(양재동)
- 롯데마트 서초점 ( 서초대로 38길 12) ( 서초동)
- 킴스클럽 강남점 (잠원로 51)(잠원동)
- 코스트코 양재점 (장재대로 159)(양재동)

### 영화관
- 메가박스 센트럴 (신반포로 176)(반포동)
- 메가박스 강남 (서초대로 77길 3)(서초동)

## 사건·사고 및 논란

### 삼풍백화점 붕괴 사고
삼풍백화점 붕괴 사고는 1995년 6월 29일 오후 5시 57분경 서울특별시 서초구 서초동에 있던 삼풍백화점이 붕괴된 사건으로, 건물이 무너지면서 1,445명의 종업원과 고객들이 다치거나 죽었으며, 주변 삼풍아파트, 서울고등법원, 우면로 (현 서초중앙로) 등으로 파편이 튀어 주변을 지나던 행인 중에 부상자가 속출해 수많은 재산상, 인명상 피해를 끼쳤다. 그 후 119 구조대, 경찰, 서울특별시, 대한민국 국군, 정부, 국회까지 나서 범국민적인 구호 및 사후처리가 이어졌다. 중장비 포크레인 크레인 등이 동원되었다.
사망자는 502명, 부상자는 937명이며 6명은 실종되었다. 피해액은 약 2700여 억원으로 추정된다. 피해자 중 최명석(崔明碩, 1975~)은 11일, 유지환(柳支丸, 1977~)은 13일, 박승현(朴昇賢, 1976~)은 17일 동안 갇혀 있다가 구사일생으로 구조되었다. 생존자 중 유지환 양은 구조 직후 "지금 가장 먹고 싶은 게 무엇이냐?"라는 질문에 "냉커피가 마시고 싶다."라고 대답하여 이슈가 되기도 하였다.
현재 서초동 삼풍백화점 자리에는 주상복합 아파트인 대림 아크로비스타가 2001년 착공되어 2004년 완공되었다.

## 자매 도시
| 지역 & 국가 | 도시           | 도시               |
| ----------- | -------------- | ------------------ |
| 대한민국    | 강원특별자치도 | 강릉시             |
| 대한민국    | 강원특별자치도 | 화천군             |
| 대한민국    | 강원특별자치도 | 횡성군             |
| 대한민국    | 경기도         | 이천시             |
| 대한민국    | 경기도         | 화성시             |
| 대한민국    | 경상남도       | 거창군             |
| 대한민국    | 경상남도       | 산청군             |
| 대한민국    | 경상북도       | 고령군             |
| 대한민국    | 경상북도       | 울진군             |
| 대한민국    | 경상북도       | 포항시             |
| 대한민국    | 울산광역시     | 남구               |
| 대한민국    | 전라남도       | 해남군             |
| 대한민국    | 전북특별자치도 | 남원시             |
| 대한민국    | 전북특별자치도 | 완주군             |
| 대한민국    | 충청남도       | 서천군             |
| 대한민국    | 충청남도       | 예산군             |
| 대한민국    | 충청남도       | 청양군             |
| 대한민국    | 충청남도       | 태안군             |
| 대한민국    | 충청북도       | 제천시             |
| 미국        | 캘리포니아주   | 어바인 시          |
| 일본        | 도쿄도         | 스기나미구         |
| 중국        | 산둥성         | 칭다오시 라오산 구 |

## 갤러리

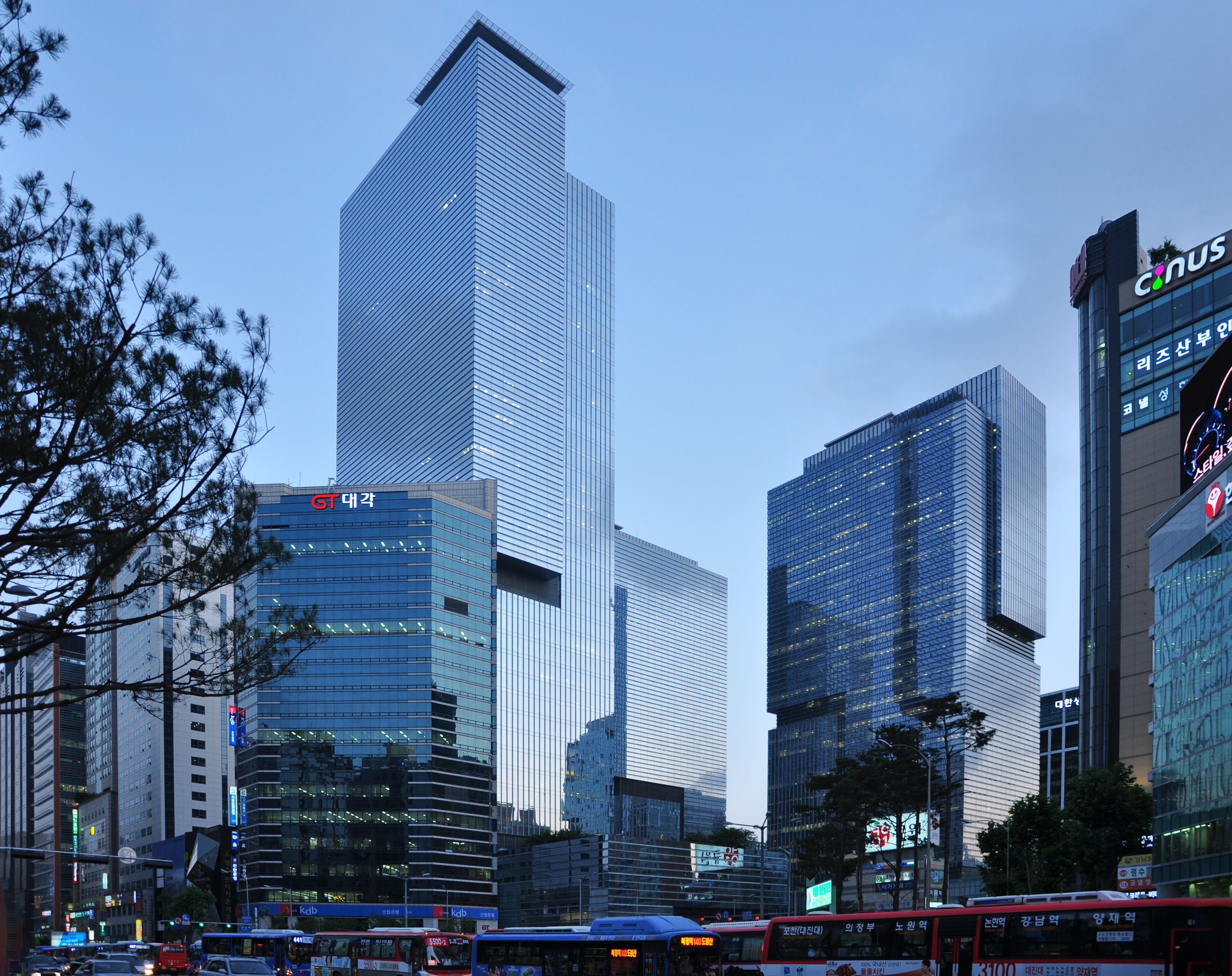
서초 삼성타운
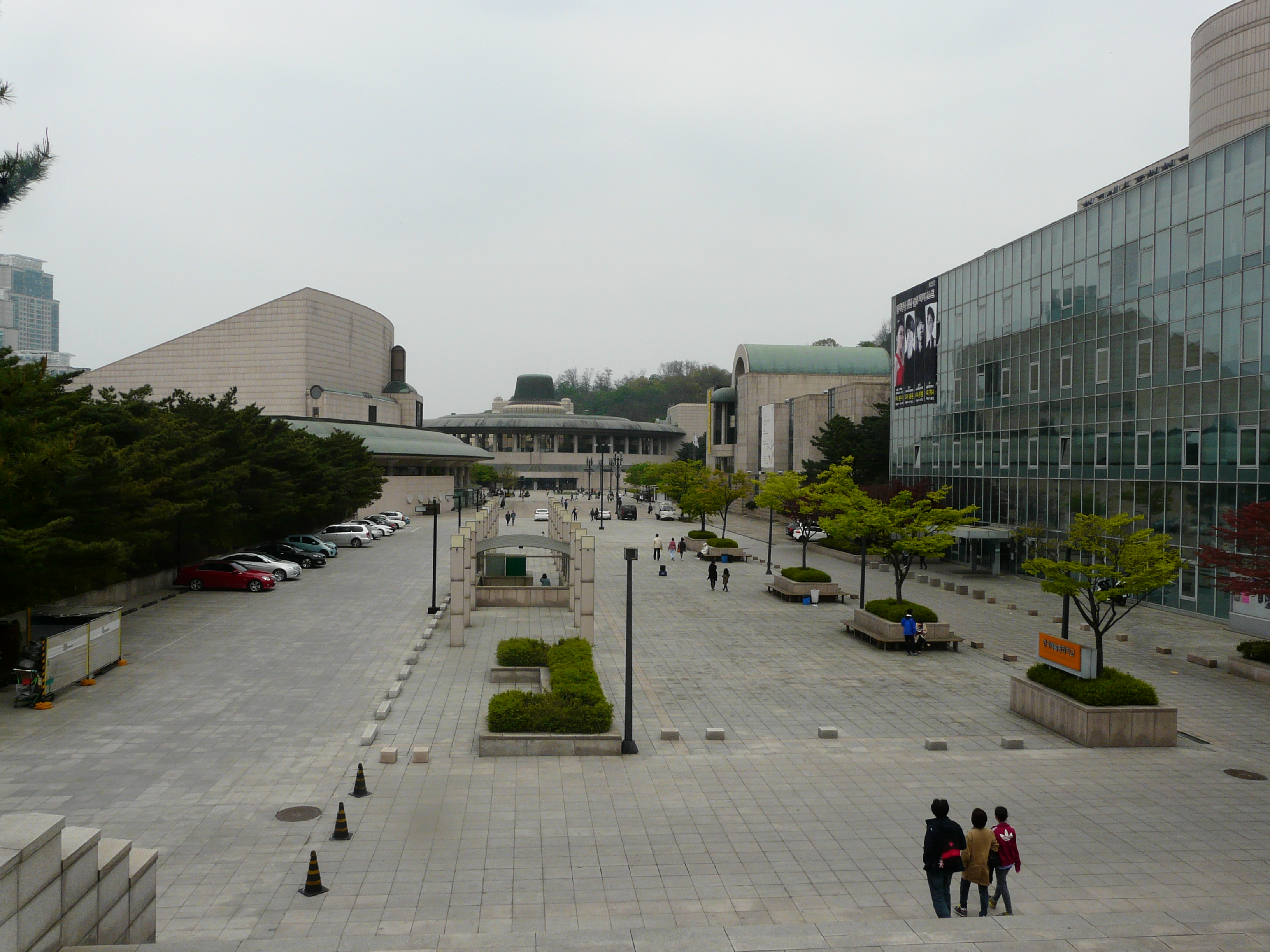
예술의전당
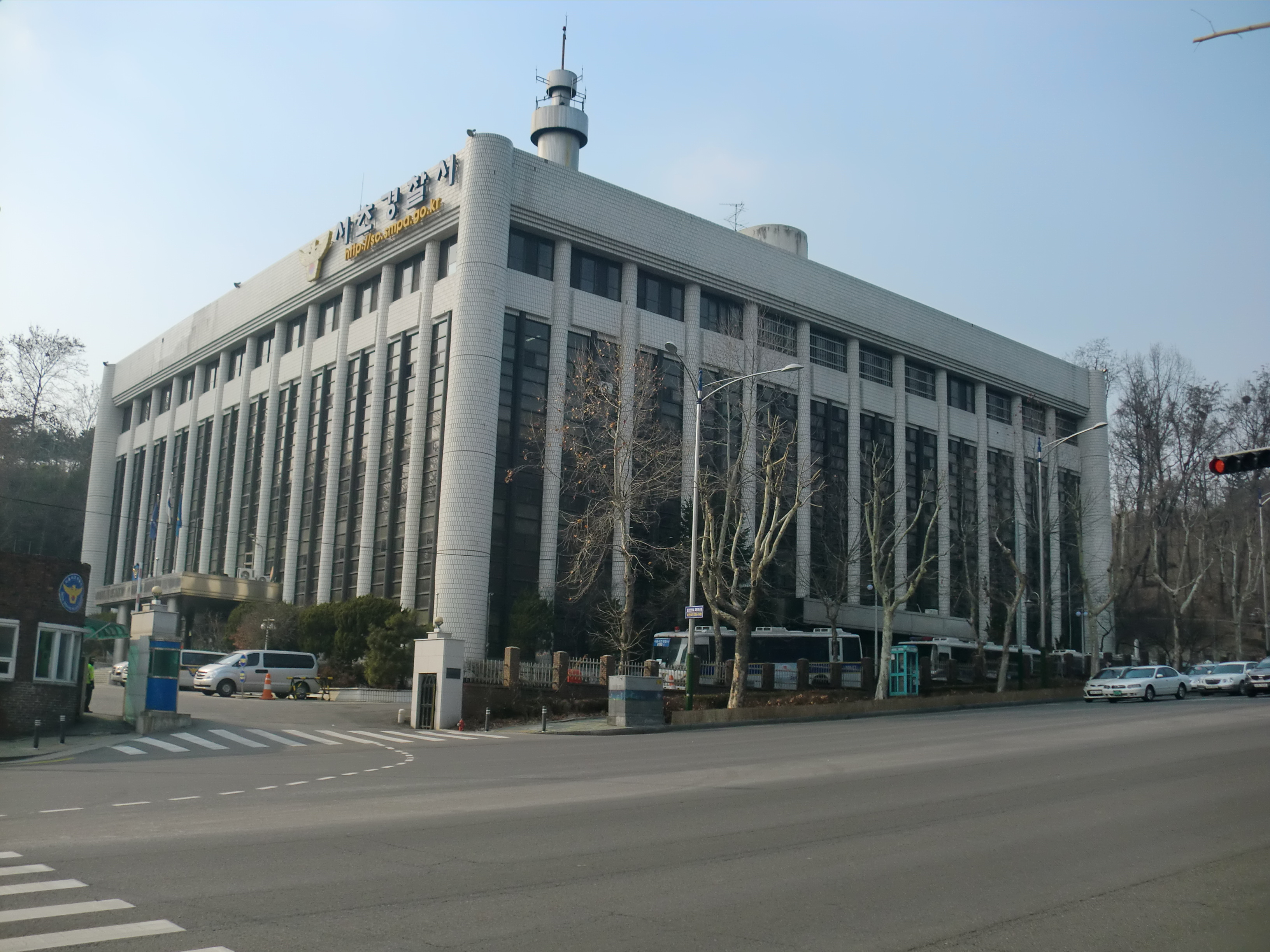
서울 서초경찰서
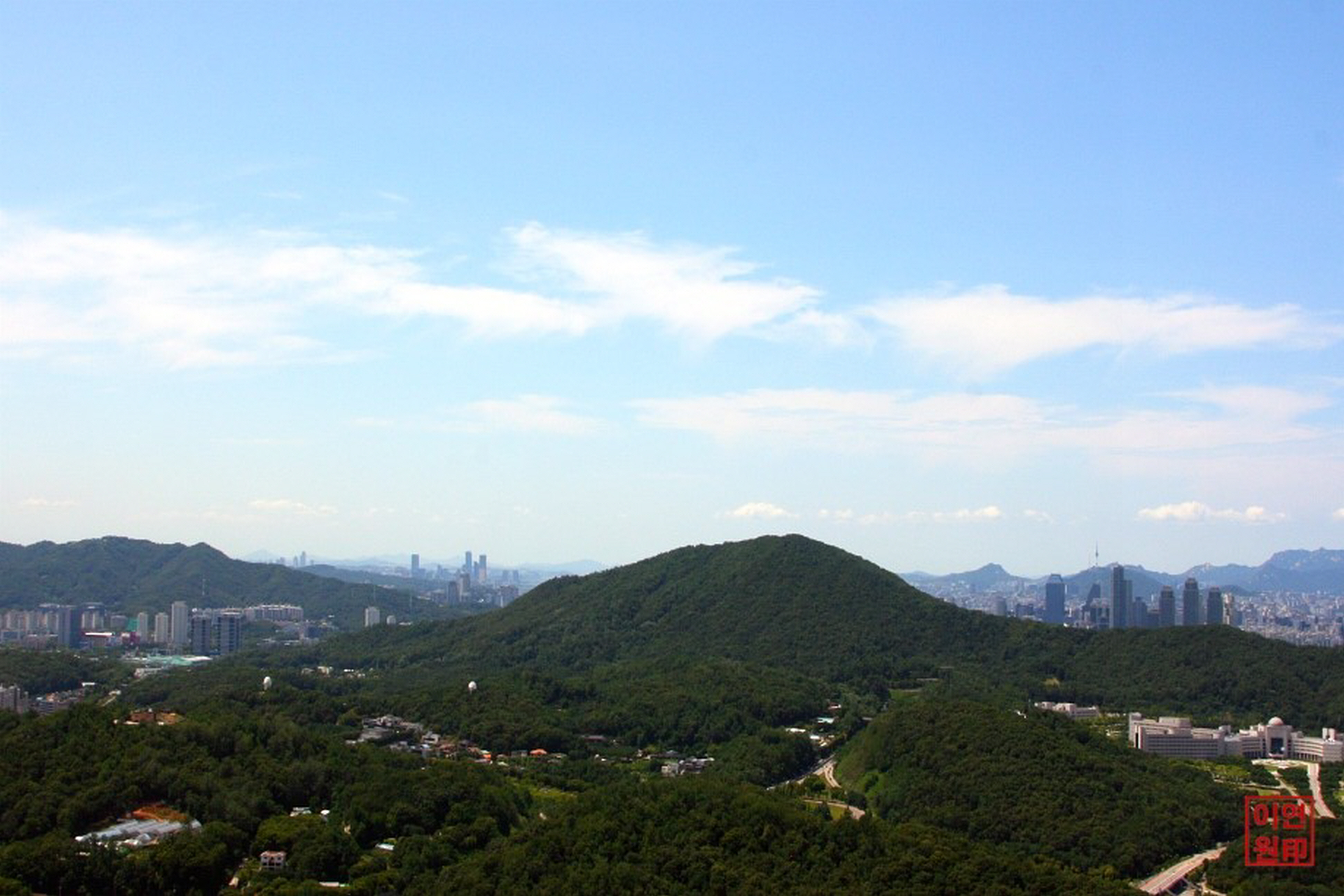
구룡산의 전경
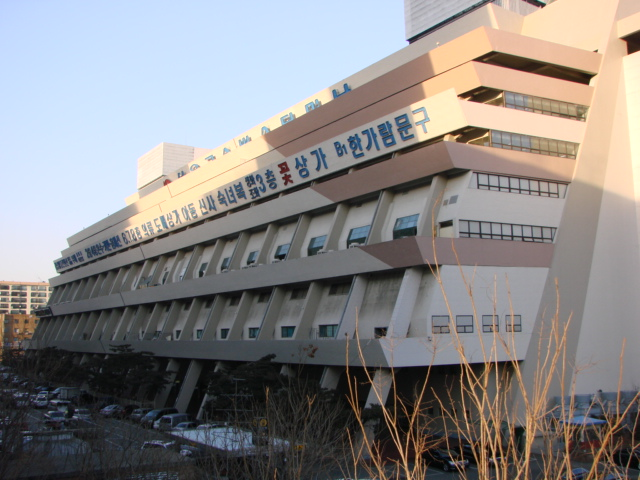
서울고속버스터미널
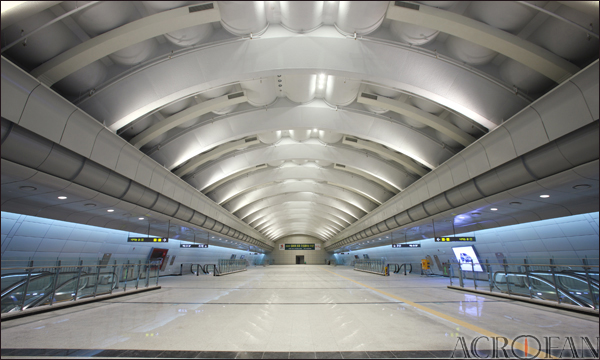
고속터미널역

## 같이 보기
- 강남구
- 용산구
- 관악구
- 동작구
- 대한민국의 지리